# Cyriocosmus elegans
Cyriocosmus elegans – gatunek małego pająka z rodziny ptasznikowatych (Theraphosidae). Zamieszkuje północną część Ameryki Południowej. Popularny gatunek w terrarystyce.

## Taksonomia
Opisany po raz pierwszy w 1889 roku przez Simona pod nazwą Hapalopus elegans. W 1903 roku ten sam autor przeniósł gatunek do rodzaju Cyriocosmus. Dwadzieścia cztery lata później, Fischel przypisał C. elegans do rodzaju Erythropoicila oraz nadał epitet gatunkowy plana. Mello-Leitão w 1939 roku nadali gatunkowi nazwę Cyriocosmus semifasciatus.       

## Zasięg występowania i środowisko
Występuje w Wenezueli oraz Trynidadzie i Tobago; w 2023 roku na podstawie przebadanego okazu muzealnego wykazano, że występuje też w Gujanie. Jest to pająk nadrzewny naturalnie występujący w tropikalnych lasach, gdzie żyje w korzeniach, spróchniałych gałęziach oraz wgłębieniach. W lasach, w których występuje, temperatura sięga 27–29 C°, a roczne opady to ok. 3000 mm. Na obszarze występowania występują dwie pory roku: deszczowa i sucha. Deszczowa trwa od maja do listopada, a sucha od grudnia do kwietnia. Podczas deszczowej, wilgotność w lesie wynosi około 80–85%, a podczas suchej 65–70%.

## Opis
Jeden z najmniejszych ptaszników na świecie. Samice osiągają długość ciała do 2,5 cm, samce maksymalnie 1,5 cm. Długość ciała nimf po linieniu (łącznie z odnóżami) wynosi 4–5 mm. Starsze osobniki są nieco bardziej ubarwione, gdyż widać u nich wtedy charakterystyczny, czarny trójkąt na karapaksie oraz beżowe odnóża. Dorosłe osobniki są bardzo kolorowe, mają jaskrawy, pomarańczowy karapaks z kontrastującym, czarnym trójkątem, podczas gdy opistosoma jest czarna z ornamentem przypominającym serce.
Gatunek nieagresywny, woli uciekać, niż atakować. Jad słaby dla człowieka, nie jest niebezpieczny dla zdrowia i życia.
Samice przy dobrych warunkach żyją do około 7–8 lat, samce giną po ostatnim linieniu.